# Helmut Brunner
Helmut Brunner (Stelvio, 8 maggio 1961) è un ex slittinista italiano.

## Biografia
Partecipò con la nazionale italiana ai Giochi olimpici di Sarajevo 1984 nel doppio, in coppia con Walter Brunner, piazzandosi al decimo posto. Nello stesso anno conquistò il titolo europeo di doppio a Valdaora.
Sempre nel doppio salì per quattro volte, con tre compagni differenti, sul podio in una tappa di Coppa del Mondo, ma non riuscì mai a classificarsi nei primi tre posti della classifica finale.

## Palmarès

### Europei
- 1 medaglia:
  - 1 oro (doppio a Valdaora 1984).

### Coppa del Mondo
- 5 podi (1 nel singolo, 4 nel doppio):
  - 2 secondi posti (tutti nel doppio);
  - 3 terzi posti (1 nel singolo, 2 nel doppio).